# World Games 2025
| Platz                          | Land               | G  | S  | B  | Gesamt |
| ------------------------------ | ------------------ | -- | -- | -- | ------ |
| 1                              | China              | 36 | 17 | 11 | 64     |
| 2                              | Deutschland        | 17 | 14 | 14 | 45     |
| 3                              | Ukraine            | 16 | 14 | 14 | 44     |
| 4                              | Italien            | 13 | 25 | 19 | 57     |
| 5                              | Frankreich         | 11 | 11 | 16 | 38     |
| 6                              | Vereinigte Staaten | 11 | 10 | 7  | 28     |
| 7                              | Ungarn             | 11 | 8  | 5  | 24     |
| 8                              | Spanien            | 8  | 2  | 13 | 23     |
| 9                              | Japan              | 7  | 12 | 5  | 24     |
| 10                             | Kolumbien          | 7  | 8  | 6  | 21     |
| Vollständiger Medaillenspiegel |                    |    |    |    |        |

Die 12. World Games fanden vom 7. bis 17. August 2025 in Chengdu in der Volksrepublik China statt. Das Land war zum ersten Mal Gastgeber der Multisportveranstaltung.

## Wettkampfstätten

### Bezirk Longquanyi
| Wettkampfstätte                                             | Sportarten        |
| ----------------------------------------------------------- | ----------------- |
| Longquan High School Gymnasium                              | Korfball          |
| Chengdu Sport University Sancha Lake Campus Athletics Field | Ultimate          |
| Chengdu Sport University Sancha Lake Campus Courts          | Boules            |
| Chengdu Sport University Sancha Lake Campus Natatorium      | Rettungsschwimmen |
| Chengdu Sport University Sancha Lake Campus Natatorium      | Flossenschwimmen  |
| Chengdu Sport University Sancha Lake Campus Natatorium      | Freitauchen       |

### Bezirk Wuhou
| Wettkampfstätte                         | Sportarten |
| --------------------------------------- | ---------- |
| Sichuan Baseball-Softball-Hockey Centre | Softball   |
| Sichuan Provincial Gymnasium            | Kickboxen  |
| Sichuan Provincial Gymnasium            | Muay Thai  |

### Eastern New Area
| Wettkampfstätte                                          | Sportarten        |
| -------------------------------------------------------- | ----------------- |
| Eastern New Area Orienteering Venue 1&2                  | Orientierungslauf |
| Chengdu No. 7 High School Eastern Campus Athletics Field | Flag Football     |
| Chengdu No. 7 High School Eastern Campus Athletics Field | Lacrosse          |

### Tianfu New Area
| Wettkampfstätte                    | Sportarten        |
| ---------------------------------- | ----------------- |
| Tianfu Park                        | Faustball         |
| Tianfu Park                        | Sportklettern     |
| Tianfu International Hotel Complex | Billard           |
| Xinglong-See                       | Duathlon          |
| Xinglong-See                       | Kanumarathon      |
| Xinglong-See                       | Drachenbootrennen |
| Xinglong Lake Hubin Arena          | Parkour           |
| Xinglong Lake Beach Arena          | Korfball          |
| Xinglong Lake Beach Arena          | Beachhandball     |

### Dong’an Lake Sports Park
| Wettkampfstätte                          | Sportarten      |
| ---------------------------------------- | --------------- |
|                                          | Bogenschießen   |
| Dong’an Lake Sports Park Athletics Field | Luftsport       |
| Dong’an Lake Sports Park Central Square  | Tauziehen       |
| Dong’an Lake Sports Park Arena           | Cheerleading    |
| Dong’an Lake Sports Park Arena           | Akrobatik       |
| Dong’an Lake Sports Park Arena           | Aerobic         |
| Dong’an Lake Sports Park Arena           | Trampolinturnen |

### Chengdu Hi-Tech Industrial Development Zone
| Wettkampfstätte                         | Sportarten     |
| --------------------------------------- | -------------- |
| Guixi Park                              | Discgolf       |
| Tianfu Software Park Sports Center      | Kraftdreikampf |
| Tianfu Software Park Sports Center      | Wushu          |
| Tianfu Software Park Sports Center      | Squash         |
| Tianfu Software Park Sports Center      | Racquetball    |
| Sichuan Baseball-Softball-Hockey Centre | Softball       |
| Sichuan Provincial Gymnasium            | Kickboxen      |
| Sichuan Provincial Gymnasium            | Muay Thai      |

### Bezirk Xindu
| Wettkampfstätte                | Sportarten          |
| ------------------------------ | ------------------- |
| Chengdu Roller Sports Centre   | Inline Freestyle    |
| Chengdu Roller Sports Centre   | Inlinehockey        |
| Chengdu Roller Sports Centre   | Inline-Speedskating |
| Xindu Xiangcheng Sports Centre | Unihockey           |

### Jianyang
| Wettkampfstätte                                | Sportarten   |
| ---------------------------------------------- | ------------ |
| Sancha Lake Ma’anshan Arena                    | Powerboating |
| Sancha Lake Ma’anshan Arena                    | Wakeboarding |
| Sancha Lake Taohuadao Arena                    | Wakeboarding |
| Jianyang Cultural and Sports Centre Gymnasium  | Jiu Jitsu    |
| Jianyang Cultural and Sports Centre Gymnasium  | Karate       |
| Jianyang Cultural and Sports Centre Gymnasium  | Sambo        |
| Jianyang Cultural and Sports Centre Natatorium | Kanupolo     |

### Bezirk Jinniu
| Wettkampfstätte    | Sportarten |
| ------------------ | ---------- |
| Chengbei Gymnasium | Tanzen     |

## Teilnehmer
Die Zuordnung der Staaten bezieht sich auf die Zugehörigkeit der einzelnen Nationalen Olympischen Komitees (NOK) zu den Kontinentalverbänden des IOC. Die Reihenfolge der Kontinente bezieht sich auf die Gesamtzahl der Athleten. Die Reihenfolge der Mannschaften ist alphabetisch.
| Europa (1.902 Athleten aus 41 Nationen) | Europa (1.902 Athleten aus 41 Nationen) | Europa (1.902 Athleten aus 41 Nationen) |
| --- | --- | --- |
| - Armenien (6) - Aserbaidschan (14) - Belgien (68) - Bulgarien (14) - Dänemark (51) - Deutschland (211) - Estland (12) - Finnland (38) - Frankreich (131) - Georgien (1) - Griechenland (19) - Großbritannien (91) - Irland (16) - Israel (32) | - Italien (189) - Kroatien (38) - Lettland (29) - Liechtenstein (1) - Litauen (5) - Luxemburg (2) - Moldau (4) - Montenegro (3) - Niederlande (86) - Norwegen (13) - Österreich (55) - Polen (62) - Portugal (56) - Rumänien (30) | - San Marino (1) - Schweden (64) - Schweiz (91) - Serbien (4) - Slowakei (34) - Slowenien (7) - Spanien (104) - Tschechien (125) - Türkei (22) - Ukraine (98) - Ungarn (72) - Zypern (2) |
| Amerika (646 Athleten aus 25 Nationen) | | |
| - Amerikanische Jungferninseln (1) - Argentinien (65) - Aruba (1) - Bermuda (1) - Bolivien (2) - Brasilien (52) - Chile (28) - Costa Rica (6) - Dominikanische Republik (3)                                                                    | - Ecuador (13) - El Salvador (1) - Guatemala (9) - Jamaika (1) - Kanada (130) - Kolumbien (50) - Kuba (1) - Mexiko (41) - Panama (2)                                                                                              | - Paraguay (1) - Peru (2) - Puerto Rico (17) - Suriname (14) - Uruguay (1) - Venezuela (25) - Vereinigte Staaten (179)                                                                   |
| Asien (1.054 Athleten aus 30 Nationen) | | |
| - Afghanistan (1) - Brunei (4) - China, Volksrepublik (320) - Chinesisch Taipeh (119) - Hongkong (22) - Indien (18) - Indonesien (27) - Irak (2) - Iran (31) - Japan (152) - Jordanien (2)                                                     | - Kambodscha (15) - Kasachstan (31) - Katar (1) - Kirgisistan (6) - Korea, Republik (67) - Kuwait (3) - Libanon (3) - Macau (1) - Malaysia (5) - Mongolei (9) - Myanmar (12)                                                      | - Pakistan (3) - Philippinen (48) - Saudi-Arabien (3) - Singapur (44) - Thailand (53) - Turkmenistan (1) - Usbekistan (19) - Vereinigte Arabische Emirate (8) - Vietnam (25)             |
| Afrika (78 Athleten aus 13 Nationen) | | |
| - Ägypten (3) - Algerien (2) - Benin (2) - Elfenbeinküste (1) - Kamerun (3) | - Libyen (1) - Madagaskar (3) - Marokko (10) - Mauritius (1) - Namibia (15) | - Nigeria (1) - Südafrika (22) - Tunesien (14) |
| Ozeanien (176 Athleten aus 3 Nationen) | | |
| - Australien (120) | - Nauru (1) | - Neuseeland (55) |
| Andere (33 Athleten aus 1 Mannschaft) | | |
| - Individuelle Neutrale Athleten (33) | | |

## Sportarten und Entscheidungen
35 Sportarten waren bei den World Games 2025 vertreten. Erstmals waren Powerboating und Cheerleading vertreten. Bei den Behindertensportlern waren erstmals Freitauchen und Jiu Jitsu mit dabei. Hingegen nicht mehr vertreten waren Bowling, Wasserski und Rollerskating.
- Beachhandball (2 Entscheidungen)
- Billard
  - Dreiband (2)
  - 10-Ball (3)
  - Snooker (2)
- Bogenschießen (7)
- Boules (6)
- Cheerleading (1)
- Duathlon (2)
- Luftsport (1)
- Faustball (2)
- Flag Football (1)
- Frisbeesport
  - Ultimate (1)
  - Discgolf (1)
- Jiu Jitsu (19)
- Kanusport
  -  Kanumarathon (4)
  -  Kanupolo (2)
  -  Drachenbootrennen (6)
- Karate (12)
- Kickboxen (12)
- Korfball (2)
- Kraftdreikampf (16)
- Lacrosse (1)
- Muay Thai (6)
- Orientierungslauf (5)
- Powerboating (3)
- Racquetball (3)
- Rettungsschwimmen (16)
- Rollsport
  -  Inline Freestyle – Freistil (4)
  -  Inlinehockey (1)
  -  Speedskating – Straße (8)
  -  Speedskating – Bahn (10)
- Sambo (11)
- Softball (2)
- Sportklettern (6)
- Squash (2)
- Tanzsport (12)
- Tauziehen (3)
- Turnsport
  -  Aerobic (4)
  -  Akrobatik (5)
  -  Parkour (4)
  -  Trampolinturnen (6)
- Unihockey (2)
- Unterwassersport
  -  Flossenschwimmen (16)
  -  Freitauchen (9)
- Wakeboarding (6)
- Wushu (12)

## Zeitplan
|  | Eröffnungsfeier |  | Wettkampftag (keine Entscheidungen) |  | Wettkampftag (x Entscheidungen) |  | Schlussfeier |

| Disziplin                | Disziplin               | Disziplin               | August 2025 | August 2025 | August 2025 | August 2025 | August 2025 | August 2025 | August 2025 | August 2025 | August 2025 | August 2025 | August 2025 | August 2025 | Ent- schei- dungen |
| Disziplin                | Disziplin               | Disziplin               | Mi. 6.      | Do. 7.      | Fr. 8.      | Sa. 9.      | So. 10.     | Mo. 11.     | Di. 12.     | Mi. 13.     | Do. 14.     | Fr. 15.     | Sa. 16.     | So. 17.     | Ent- schei- dungen |
| ------------------------ | ----------------------- | ----------------------- | ----------- | ----------- | ----------- | ----------- | ----------- | ----------- | ----------- | ----------- | ----------- | ----------- | ----------- | ----------- | ------------------ |
| Eröffnungs-/Schlussfeier |                         |                         |             |             |             |             |             |             |             |             |             |             |             |             |                    |
| Beachhandball            | Beachhandball           | Beachhandball           |             |             |             |             |             |             | 2           |             |             |             |             |             | 2                  |
| Billard                  | Billard                 | Billard                 |             |             |             |             |             |             |             | 3           | 4           |             |             |             | 7                  |
| Bogenschießen            | Bogenschießen           | Bogenschießen           |             |             | 1           | 2           |             |             |             | 2           |             |             | 2           |             | 7                  |
| Boules                   | Boules                  | Boules                  |             |             |             |             |             |             |             |             |             | 2           | 2           | 2           | 6                  |
| Cheerleading             | Cheerleading            | Cheerleading            |             |             |             |             |             |             |             |             |             |             | 1           |             | 1                  |
| Duathlon                 | Duathlon                | Duathlon                |             |             |             |             |             |             |             |             | 1           | 1           |             | 1           | 3                  |
| Faustball                | Faustball               | Faustball               |             |             |             |             |             |             |             | 2           |             |             |             |             | 2                  |
| Flag Football            | Flag Football           | Flag Football           |             |             |             |             |             |             |             |             |             |             |             | 1           | 1                  |
| Frisbeesport             | Discgolf                | Discgolf                |             |             |             |             | 1           |             |             |             |             |             |             |             | 1                  |
| Frisbeesport             | Ultimate                | Ultimate                |             |             |             |             |             |             |             |             |             |             | 1           |             | 1                  |
| Jiu Jitsu                | Jiu Jitsu               | Jiu Jitsu               |             |             |             |             | 7           | 7           | 5           |             |             |             |             |             | 19                 |
| Kanusport                | Kanumarathon            | Kanumarathon            |             |             |             | 2           | 2           |             |             |             |             |             |             |             | 4                  |
| Kanusport                | Kanupolo                | Kanupolo                |             |             |             |             |             |             |             |             |             |             | 2           |             | 2                  |
| Kanusport                | Drachenbootrennen       | Drachenbootrennen       |             |             |             | 1           | 5           |             |             |             |             |             |             |             | 6                  |
| Karate                   | Karate                  | Karate                  |             |             | 6           | 6           |             |             |             |             |             |             |             |             | 12                 |
| Kickboxen                | Kickboxen               | Kickboxen               |             |             |             |             |             |             |             |             | 12          |             |             |             | 12                 |
| Korfball                 | Korfball                | Korfball                |             |             |             |             |             |             | 1           |             |             |             |             | 1           | 2                  |
| Kraftdreikampf           | Kraftdreikampf          | Kraftdreikampf          |             |             |             |             |             |             |             |             | 4           | 4           | 4           | 4           | 16                 |
| Lacrosse                 | Lacrosse                | Lacrosse                |             |             |             |             |             | 1           |             |             |             |             |             |             | 1                  |
| Luftsport                | Luftsport               | Luftsport               |             |             |             |             |             |             |             |             |             |             | 1           |             | 1                  |
| Muay Thai                | Muay Thai               | Muay Thai               |             |             |             |             | 6           |             |             |             |             |             |             |             | 6                  |
| Orientierungslauf        | Orientierungslauf       | Orientierungslauf       |             |             | 2           |             | 2           | 1           |             |             |             |             |             |             | 5                  |
| Powerboating             | Powerboating            | Powerboating            |             |             |             |             |             |             |             |             |             |             |             | 3           | 3                  |
| Racquetball              | Racquetball             | Racquetball             |             |             |             |             |             |             |             |             |             |             |             | 3           | 3                  |
| Rettungsschwimmen        | Rettungsschwimmen       | Rettungsschwimmen       |             |             | 8           | 8           |             |             |             |             |             |             |             |             | 16                 |
| Rollsport                | Inline Freestyle        | Inline Freestyle        |             |             |             |             |             |             |             |             |             |             | 2           | 2           | 4                  |
| Rollsport                | Inlinehockey            | Inlinehockey            |             |             |             |             |             | 1           |             |             |             |             |             |             | 1                  |
| Rollsport                | Inline- Speedskating    | Bahn                    |             |             |             |             |             |             |             |             | 4           | 4           |             |             | 8                  |
| Rollsport                | Inline- Speedskating    | Straße                  |             |             |             |             |             |             | 6           | 4           |             |             |             |             | 10                 |
| Sambo                    | Sambo                   | Sambo                   |             |             |             |             |             |             |             | 10          | 1           |             |             |             | 11                 |
| Softball                 | Softball                | Softball                |             |             |             |             | 1           |             |             |             |             |             |             | 1           | 2                  |
| Sportklettern            | Sportklettern           | Sportklettern           |             |             |             |             |             |             |             |             | 2           | 2           | 2           |             | 6                  |
| Squash                   | Squash                  | Squash                  |             |             |             |             |             |             | 2           |             |             |             |             |             | 2                  |
| Tanzen                   | Tanzen                  | Tanzen                  |             |             | 1           | 1           |             |             |             |             |             |             |             | 2           | 4                  |
| Tauziehen                | Tauziehen               | Tauziehen               |             |             |             | 1           | 1           | 1           |             |             |             |             |             |             | 3                  |
| Turnsport                | Akrobatik               | Akrobatik               |             |             | 2           | 2           | 1           |             |             |             |             |             |             |             | 5                  |
| Turnsport                | Aerobic                 | Aerobic                 |             |             |             |             |             |             |             |             |             | 2           | 2           |             | 4                  |
| Turnsport                | Parkour                 | Parkour                 |             |             |             |             |             |             | 2           | 2           |             |             |             |             | 4                  |
| Turnsport                | Trampolinturnen         | Trampolinturnen         |             |             | 1           | 2           | 3           |             |             |             |             |             |             |             | 6                  |
| Unihockey                | Unihockey               | Unihockey               |             |             |             |             |             |             |             | 2           |             |             |             |             | 2                  |
| Unterwassersport         | Flossenschwimmen        | Flossenschwimmen        |             |             |             |             | 8           | 8           |             |             |             |             |             |             | 16                 |
| Unterwassersport         | Freitauchen             | Freitauchen             |             |             |             |             | 5           | 5           |             |             |             |             |             |             | 10                 |
| Wakeboarding             | Wakeboarding            | Wakeboarding            |             |             |             |             | 6           |             |             |             |             |             |             |             | 6                  |
| Wushu                    | Wushu                   | Wushu                   |             |             | 2           | 4           |             |             | 6           |             |             |             |             |             | 12                 |
| Medaillenentscheidungen  | Medaillenentscheidungen | Medaillenentscheidungen | 0           | 0           | 23          | 29          | 48          | 24          | 24          | 25          | 28          | 15          | 19          | 20          | 255                |
| Disziplin                | Disziplin               | Disziplin               | August 2025 | August 2025 | August 2025 | August 2025 | August 2025 | August 2025 | August 2025 | August 2025 | August 2025 | August 2025 | August 2025 | August 2025 | Ent- schei- dungen |
| Disziplin                | Disziplin               | Disziplin               | Mi. 6.      | Do. 7.      | Fr. 8.      | Sa. 9.      | So. 10.     | Mo. 11.     | Di. 12      | Mi. 13.     | Do. 14.     | Fr. 15.     | Sa. 16.     | So. 17.     | Ent- schei- dungen |

## Übertragung
Es hatte sich kein deutscher Fernsehsender die Übertragungsrechte gesichert. Auf der kostenlosen Streaming-Plattform live.theworldgames.org gab es bis zu 18 parallele Feeds.

## Tod eines Sportlers
Am 12. August 2025 starb der italienische Orientierungsläufer Mattia Debertolis im Alter von 29 Jahren in einem Krankenhaus in Chengdu. Er wurde am 8. August während des Mittelstreckenrennens der Männer bei den World Games bewusstlos aufgefunden. Über die genauen Umstände seines Todes wurde nichts mitgeteilt. Das Rennen fand bei hoher Luftfeuchtigkeit und Temperaturen von bis zu 42 Grad statt.